# 堺市立浜寺小学校
堺市立浜寺小学校（さかいしりつ はまでらしょうがっこう）は、大阪府堺市西区にある公立の小学校。

## 沿革
1873年に当時の大鳥郡船尾村（町村制施行により浜寺村）に設置された泉州第八番小学校が学校の源流となっている。複数の学校に分離したのち、浜寺村の浜寺・石津・船尾の3尋常小学校が合併して1893年に「浜寺尋常小学校」として開校した。学校沿革史では、合併時点を開校と位置づけている。
堺市西区浜寺地区ではもっとも古い小学校となり、同校から3校の小学校が分離している。

### 年表
- 1873年（明治6年） - 泉州第八番小学校が開校。
- 1874年（明治7年）4月13日 - 泉州第八十八番石津小学校（石津尋常小学校）を分離。
- 1876年（明治9年） - 第八番小学校より、大鳥小学校（現在の堺市立鳳小学校の前身校の一つ）を分離。
- 1883年（明治16年） - 浜寺尋常小学校（旧）が創立。
- 1893年（明治26年）
  - 2月 - 浜寺・石津・船尾の3尋常小学校を統合し、現在地に大鳥郡浜寺尋常小学校を設置。
  - 6月 - 高等科を設置し大鳥郡浜寺尋常高等小学校と改称。
- 1896年（明治29年）4月1日 - 郡の合併により、泉北郡浜寺尋常高等小学校と改称。
- 1904年（明治37年）2月 - 浜寺村内の3校（浜寺尋常・石津尋常・船尾尋常小学校）を統廃合し、現在の浜寺小学校の地に浜寺尋常小学校を開校。この時点の児童数177名。
- 1925年（大正14年） - 東宮殿下御成婚記念事業で、講堂建設。
- 1926年（大正15年）4月1日 - 泉北郡浜寺石津尋常小学校（現:堺市立浜寺石津小学校）が開校し、下石津の児童を分離。
- 1933年（昭和8年）4月 - 泉北郡浜寺昭和尋常小学校（現:堺市立浜寺昭和小学校）が開校し、字下などからの児童を分離。
- 1941年（昭和16年）4月 - 国民学校令により、泉北郡浜寺国民学校と改称。
- 1942年（昭和17年）7月1日 - 浜寺町の堺市への合併により、堺市浜寺国民学校と改称。
- 1947年（昭和22年）4月 - 学制改革により、堺市立浜寺小学校と改称。
- 1968年（昭和43年） - 旧校歌に替わって、今の校歌ができる。
- 1972年（昭和47年）5月 - 児童数が1893名とピークになる。
- 1975年（昭和50年） - 旧講堂を取り壊し、体育館兼講堂新築。
- 1982年（昭和57年）4月 - 浜寺東小学校開校により、船尾町・石津町東からの児童を分離。
- 1997年（平成9年） - コンピュータルームが完成。
- 2001年（平成13年）6月 - ランチルームが完成。
- 2002年（平成14年）4月 - 完全学校週5日制、新教育課程実施。
- 2003年（平成15年）11月 - 創立100周年記念式典挙行、公開授業開催。
- 2004年（平成16年）4月 - 「地域自主警備隊」発足。
- 2005年（平成17年）3月 - 芝生オープニングセレモニー開催。
- 2007年（平成19年）10月 - 「浜寺っ子４つのや」の歌ができる。
- 2014年（平成26年）12月 - 第2グラウンド完成し、学校への引き渡し。

## 通学区域
- 堺市西区 浜寺石津町中5丁、浜寺石津町西5丁、浜寺諏訪森町中・西・東。

卒業生は基本的に堺市立浜寺南中学校に進学する。

## 出身者
- 藤本義一（作家）
- 小林寛　（プロ野球選手）
- 西川悟平（プロピアニスト）

## 交通
- 阪堺電気軌道阪堺線船尾停留場から、約160m、約数分。
- 南海電気鉄道南海本線諏訪ノ森駅から、約370m・約6分。